# Blou
Blou är en kommun i departementet Maine-et-Loire i regionen Pays de la Loire i nordvästra Frankrike. Kommunen ligger i kantonen Longué-Jumelles som tillhör arrondissementet Saumur. År 2022 hade Blou 938 invånare.

## Befolkningsutveckling
Antalet invånare i kommunen Blou
| Referens: INSEE |